# Бефруа Намюра
Бефруа Намюра (фр. Beffroi de Namur), також відома як Tour Saint-Jacques («Вежа Святого Якова») — історична будівля в Намюрі, Бельгія. Вежа, побудована в 1388 році як частина міської стіни, стала бефруа в 1746 році. Це одна із 56 бефруа Бельгії та Франції, класифікованих ЮНЕСКО як об’єкт Світової спадщини ЮНЕСКО через їх важливість як репрезентацію цивільної архітектури в Європі і їх свідчення про підйом і вплив міста.

## Історія
Спочатку один із годинників церкви Сен-П'єр-о-Шато слугував бефруа для жителів Намюра, вказуючи час і сповіщаючи про події в місті. Після руйнування церкви, спаленої під час облоги Намюра в 1745 році, Тур Сен-Жак, найстаріша з трьох веж середньовічних міських стін, стала міським бефруа. Тур Сен-Жак захищав одну з міських брам. Із 1570 року її банклок (годинник на бефруа) давав сигнал про відчинення та зачинення зовнішньої міської брами.

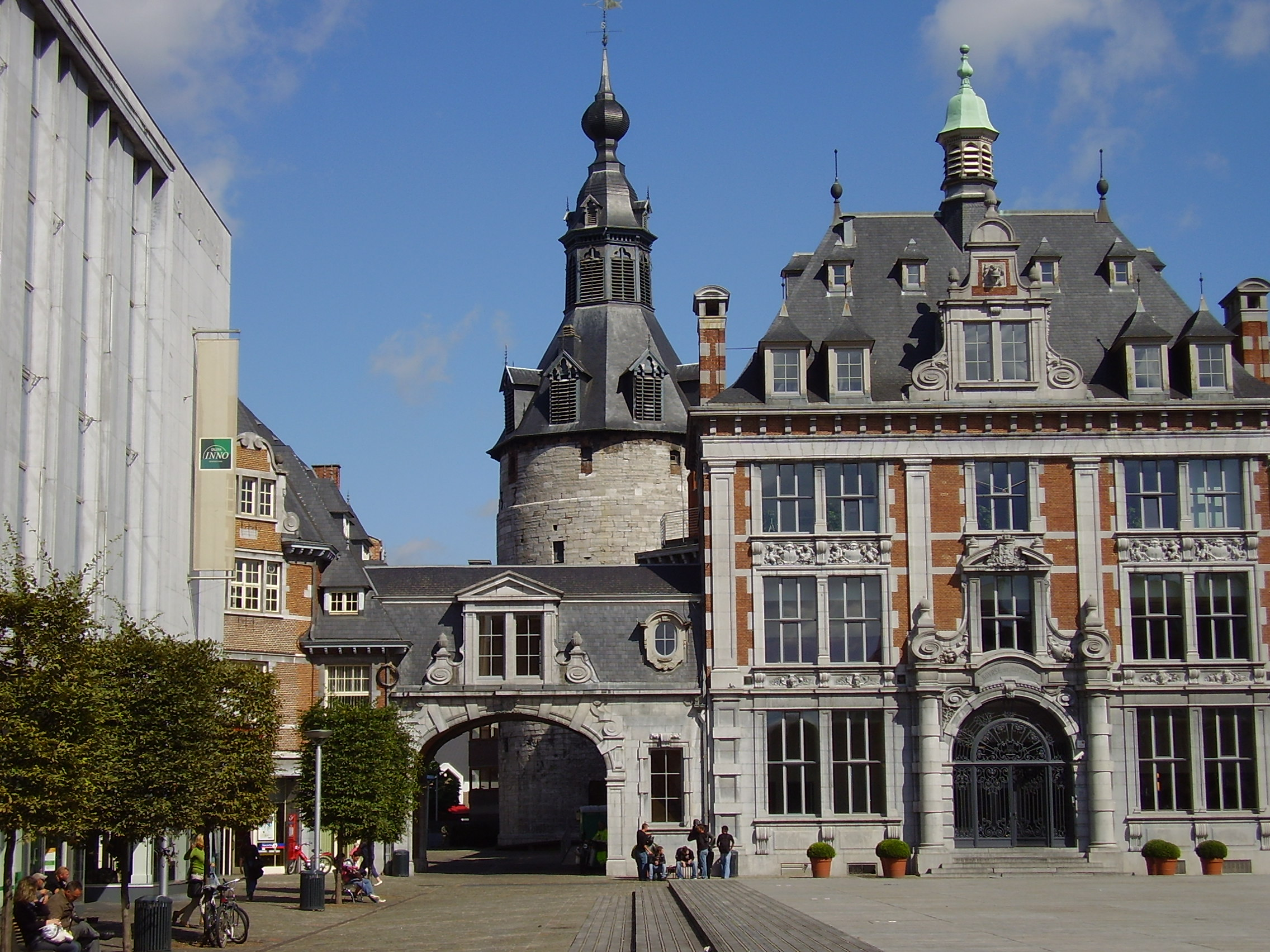
Бефруа позаду старої торгової палати Намюра

На початку 18 століття міську стіну було зруйновано, але Тур Сен-Жак був збережений і відреставрований, а його годинник був закритий восьмикутною конструкцією. Уся ця частина була піднята на цибулину годинника. У 1746 році Тур Сен-Жак став міським бефруа Намюра. Таким чином, бефруа Намюра є військовою оборонною вежею, перерозподіленою на цивільне використання.

## Зовнішні посилання
- Туристичний офіс Намюра
- Дзвіниця на веб-сайті бельгійської туристичної інформації (французькою мовою)
- Центр всесвітньої спадщини ЮНЕСКО - дзвіниці Бельгії та Франції